# Miroir de Lloyd
Le miroir de Lloyd est, en optique, un dispositif qui a permis de mettre en évidence l’existence d'interférences entre deux faisceaux de lumière issus d'une même source en utilisant une surface réfléchissante.

## Historique et contexte

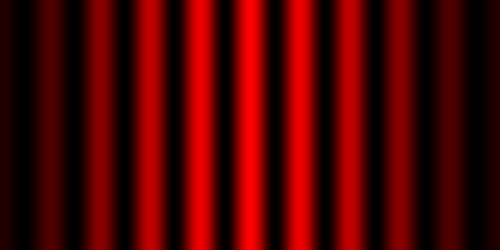
Figure d'interférence à deux ondes monochromatiques

Comme les dispositifs des fentes de Thomas Young (1801) ou des miroirs d'Augustin Fresnel le but de ce montage de Humphrey Lloyd (1833) a été de mettre en évidence les phénomènes d’interférences, conséquences du modèle ondulatoire de la lumière évoqué pour la première fois par Christiaan Huygens en 1678.

## Interprétation physique du phénomène
On observe sur l'écran les interférences résultants des deux faisceaux, l'un provenant directement de la source et l'autre issu de la réflexion sur le miroir. La différence de marche entre ces deux rayons est donnée par :
{\displaystyle \delta =(SIM)-(SM)=(S'M)-(SM)}
Comme le milieu est homogène (i.e. : indice optique constant dans l'espace), on a :
{\displaystyle \delta =S'M-SM}
Par ailleurs :
{\displaystyle SM^{2}=(d-x)^{2}+D^{2}}
{\displaystyle SM=D(1+{\frac {(d-x)^{2}}{D^{2}}})^{\frac {1}{2}}}
Or on fait un développement limité à l'ordre 2, donc :
{\displaystyle SM\approx D+{\frac {(d-x)^{2}}{2D}}}
De même :
{\displaystyle S'M\approx D+{\frac {(d+x)^{2}}{2D}}}
On déduit de ces deux dernières expressions celle de la différence de marche :
{\displaystyle \delta ={\frac {2dx}{D}}}
D'où l'expression de l'éclairement sur l'écran :
{\displaystyle E(x)={\frac {E_{0}}{2}}(1+cos({\frac {4\pi dx}{D\lambda }}))}